# ドラえもん のび太の宇宙開拓史
- ドラえもん > 大長編 > のび太の宇宙開拓史
- ドラえもん > 映画 > 大長編 > のび太の宇宙開拓史

『ドラえもん のび太の宇宙開拓史』（ドラえもん のびたのうちゅうかいたくし）は、藤子不二雄名義で発表された漫画作品（1980年8月連載開始。のちに「大長編ドラえもんシリーズ」として単行本が発売）。および、この漫画を原作として作られたドラえもん映画作品（1981年3月14日公開）。大長編漫画、映画ともに第2作。
漫画は藤本弘（のちの藤子・F・不二雄）による単独執筆作品。
部屋の畳の下と宇宙船のドアが超空間でつながったことから、開拓星・コーヤコーヤ星へ行けるようになったドラえもんとのび太達の活躍を、この星の少年・ロップル達との友情を絡めて描いた長編作品。
以下では漫画作品を基準に記述する（アニメ映画のみの事柄の場合はその旨を明記する）。

## 概要

### 漫画（連載）
1980年（昭和55年）9月号から1981年（昭和56年）2月号まで、『月刊コロコロコミック』に連載された。全6回。
1980年9月号にて連載が開始された時点でのタイトルは「ドラえもん のび太の宇宙開拓史」。扉には煽り文句として「超新作!! 大長編!!」と記載されているのみで「大長編ドラえもん」というシリーズタイトルは掲載されていない。
同年12月号（連載第4回）で映画化が発表され、扉には「映画化決定!!」の煽り文句が記載された。
1981年2月号（連載第6回）ではじめて扉に「映画原作」と記載された。
連載期間は前作『ドラえもん のび太の恐竜』の倍の6か月となり、夏に始まり翌年春に終わる形式となった。
前作は過去の短編に加筆する形で執筆されたが、本作は全編描き下ろし。次作以降のシリーズ作品も完全新作が基本となる。ただし、似た内容の短編が存在することが多い。本作はSF短編『ベソとこたつと宇宙船』（1978年12月）、『ドラえもん』の短編「行け！ノビタマン」（1979年8月の初出時は「ノビタマン」。てんとう虫コミックス21巻収録）、「ガンファイターのび太」（1980年3月の初出時は無題。てんとう虫コミックス24巻収録）の要素が多分に含まれている。その要素は、下記の3つに分類できる。
部屋と宇宙船が繋がる
『ベソとこたつと宇宙船』でのコタツと宇宙船のハッチが繋がるという描写は、畳と宇宙船のドアが繋がるという本作の描写と類似している。
重力が弱い異星ならスーパーマンになれる
重力が弱い異星でのび太が力を発揮するという展開は、本作の発表以前にも「行け！ノビタマン」や、1980年モスクワオリンピック記念の特番として制作されたアニメオリジナルエピソード「のび太の夢の金メダル」（1980年5月5日放送）で描かれている。一般的に古くからあるアイデアだが、同じアイデアが使われている映画『スーパーマン』が1978年に公開されている。
西部劇世界での活躍
作品のヒントとなったのは、映画の『シェーン』（ジョージ・スティーブンス監督、1953年）と『ブリガドーン』（ヴィンセント・ミネリ監督、1954年）であると作者が語っている。加えて「西部劇をモチーフとして、のび太の特技である銃の腕前を思い切り振るわせること」という要素が作品コンセプトとなっている。
クライマックスにおけるのび太と本作の敵役・ギラーミンとの早撃ち対決の描写から、師である手塚治虫が藤本を連れて見に行った西部劇映画『ベラクルス』のそれを意識しているのではないかという指摘もある。

### 映画
1981年（昭和56年）3月14日に公開された。同時上映は、『怪物くん 怪物ランドへの招待』。
ドラえもん (1979年のテレビアニメ)のスタッフにより制作された。テレビシリーズのキャラクターデザイン（絵柄）第2期の最初の映画。本作から作画監督が富永貞義になり、以後『のび太とロボット王国』まで20年以上に渡り劇場版の作画監督を務めた。前作『のび太の恐竜』は初期キャラデザで、絵柄が異なる。
2009年に本作のリメイク作品である『映画ドラえもん 新・のび太の宇宙開拓史』が公開された。
本作のリメイク作品とは異なり、Amazonプライム・ビデオで配信されている本作のレーティングはティーン（13+）で、コンテンツ警告は喫煙描写が含まれるため、厳密にいえば、本作の原作は藤子不二雄であり、藤子不二雄の合作作品と同様である。

### 漫画（単行本）
1984年（昭和59年）2月28日に単行本（てんとう虫コミックス）が発売されたのに伴い、22頁が加筆された。
「大長編ドラえもん」は「映画の原作漫画」と呼ばれることも多いが、毎年映画の制作と重なるスケジュールで執筆されており、漫画が完結するのは映画制作の後半から終盤（作品によっては映画の完成後）である。さらに、本作は映画の公開から3年後に漫画に複数の場面が加筆されている。本作には「連載版」「映画版」「単行本版」の3種類の内容があることを理解しておく必要がある。

## 相違点

### 漫画（連載）と映画の相違点
ワープ航法の説明
作中ではSF作品では頻出の超光速航行（ワープ航法）について説明をするシーンがある。本作では離れた2点間での移動を空間を曲げてその2点をくっつけることで一瞬の移動を可能にするという空間歪曲型のワープ方式を採用している。漫画ではその原理を「1枚の紙に書いた2点を紙を曲げることで接触させる」という方法で説明しているが、映画では「ベルトを使いのび太の部屋とロップルの宇宙船が偶然空間がねじれてくっついた」という方法で説明している。
のび太が使用する武器
漫画ではパーティーの終了後にロップルから父親の形見であるショックガンを渡されてその後はショックガンを武器として使用するが、映画ではおもちゃの二丁拳銃をその後も武器として使用している。
漫画で描かれた場面の省略
漫画では丁寧に描かれたドラマのいくつかが、映画では省略されている。また、のび太とドラえもんがロップルの農作業を手伝うといったシーンが、映画では画面を4分割したダイジェストという形で描かれている（この中には漫画にない映画オリジナルのシーンも含まれる）。
別れの場面の拡張
漫画（連載版）では頁の半分以下の大きさの1コマで描かれているのび太達とロップル達が別れる超空間のシーンが映画では大幅にアレンジされ、主題歌「心をゆらして」が流れる中、手を振るコーヤコーヤ星の住民一同の映像、その後のび太達とロップル達との思い出を振り返る映像が流れ、最後に超空間の繋がりが外れる直前、クレムがのび太にあやとりを披露するという感動的なシーンとなっている。この別れのシーンについては宝島社のムックでも言及されている。
また、映画版では超空間の繋がりが消えた後、のび太の両親に怪しまれて畳を開けるとネズミが1匹飛び出し野比一家を慌てさせるギャグシーンがある。

### 連載と単行本の相違点
漫画（単行本版）の別れの場面では「泣きながらその場を離れるクレム」「『超空間の出入り口が開く事は二度となかった』という文章」などが追加された他、超空間の1コマは3/4頁に拡大され、『心をゆらして』の歌詞が掲載されている。

## あらすじ
超空間での事故により、のび太の部屋の畳とロップルの宇宙船の倉庫の扉が繋がった。ロップルが住む惑星・コーヤコーヤは、ドラえもんでも存在を知らないほど地球から遠く離れている。ロップルたちの夢を何度も見ていたのび太はドラえもんと共にコーヤコーヤに赴き、ロップルやチャミーと仲良くなる。
コーヤコーヤを含めた島宇宙の各星に鉱脈を張る鉱石ガルタイトの独占を企むガルタイト鉱業は、コーヤコーヤ星に移住し始めたばかりの開拓住民たちを採掘の邪魔になると追い出そうとしていた。そのせいでロップルたちはガルタイト鉱業の攻撃の標的となってしまい、日々執拗な脅迫や嫌がらせに耐えながらの生活を強いられていたのだ。さらに運悪く、ジャイアン、スネ夫、しずかの3人をコーヤコーヤに招待した際、ガルタイト鉱業の襲撃を受けてしまい、それによって怒ったジャイアンたち3人は地球に帰ってしまった上、のび太との関係も悪化してしまう。
ドラえもんとのび太はロップルたちの生活を守るべく、コーヤコーヤ星での重力が地球より小さいことを利用して、スーパーマンのような力を発揮し、ガルタイト鉱業と戦っていく。採掘の遅れにしびれをきらしたガルタイト鉱業はコーヤコーヤ星を爆破してガルタイトを回収する強硬手段を発動し、ロップルの宇宙船の倉庫の扉も爆破されてしまった。
のび太は勉強が疎かになっていることをママに叱られ、外出禁止を命じられていたが駆け付けたチャミーからコーヤコーヤ星最大の危機を知らされ、ドラえもんと共にコーヤコーヤ星に向かう。
のび太のお目付け役を担っていたしずかはジャイアンとスネ夫に事情を説明し、3人で救援に向かう。のび太はガルタイト鉱業の本部から派遣されたギラーミンとの決戦に挑む。

## 舞台
地球が属する銀河系から遠く離れた別の銀河に存在する、“コーヤコーヤ星”と“トカイトカイ星”が舞台。どちらの星も地球などより重力が格段に小さいため、住人の体力や建材などの材質と強度も地球に比べて非常に低いので、逆に地球人は（たとえのび太でも）この星ではスーパーマンの如き力を発揮できる。それによりコーヤコーヤ周辺の人間・生物にとって地球の空気は汚くて重力が強く感じるため、結果的にのび太達より身体能力で劣ったり、呼吸が困難な体になるなどの悪影響がある。星は反重力エネルギーを発生させる“ガルタイト鉱”で出来ている。彼らの文明は、宇宙旅行でワープもできるなど、地球より進んだ面がある一方、石器時代からガルタイト鉱のエネルギーを基盤として発展して来たので、プロペラなどの地球にある一部の機械は発明されていない。22世紀生まれのドラえもんでもこの星域の存在は知らず、コーヤコーヤ星の住人であるロップルも銀河系、太陽系、地球の存在を知らない。のび太の部屋とは超空間を隔てて繋がっているためか時間の流れが地球と違い、1日が地球の1時間程度に当たる。
コーヤコーヤ星
トカイトカイ星の人類が移住した開拓星。同様の開拓星は約1000光年の範囲内に200余り存在する。地球よりも空気が清浄で、ロップルやチャミーは地球の空気を吸うと短時間で呼吸困難に陥り咳き込んでしまう。開拓民たちはガルタイト鉱業から恒常的な嫌がらせを受けている（ロップルの父が事故死した原因もガルタイト鉱業にあるといわれているが、大企業であるため証拠がないと警察も動けない）。
冬には猛吹雪、春先には大洪水が起きるため、春までは家などの建物ごと地下に格納して冬ごもりをしている。冬季は草1本もない一面の荒野だが、その最後に東の湖が氾濫して起こる大洪水で、大量の水と共に養分に富んだ土が運ばれて来る事により、農業に適した土地となる。
赤い月と青い月を持つ。普段はそれぞれの月が交代で昇るが、2つが同時に出る時が冬季の終わりと大洪水の合図となる。
大洪水から地球時間で1日後（コーヤコーヤ星では十数日後）には草木が芽吹き森が生い茂っている。秋になると木が赤や黄色に変わり、星形の葉が舞い落ちる。入植前の調査により活火山は1つもないことが分かっている。
トカイトカイ星
コーヤコーヤが属する島宇宙の中心の星で、大都会が形成されている。立ち並ぶ建物群の中にはシティーホール、星間連合本部、博物館の他、ガルタイト鉱業本社の黒いビルが存在する。この周辺の開拓星で暮らすロップル達は元々はこの星で進化した人類であり、星がビルで埋め尽くされたため周辺の星に移住して暮らしている。

## 声の出演
- ドラえもん - 大山のぶ代
- のび太 - 小原乃梨子
- スネ夫 - 肝付兼太
- ジャイアン - たてかべ和也
- しずか - 野村道子
- パパ - 加藤正之
- ママ - 千々松幸子

## ゲストキャラクター
- ★印 - 漫画本編に名前が登場しないキャラ（名前の記載は登場人物紹介頁のみ）。

ロップル
声 - 菅谷政子
コーヤコーヤ星の開拓民の少年。敵船の攻撃から逃れるため光に近い速さでワープを試みたことにより超空間に閉じ込められてしまうが、自分の宇宙船の倉庫の扉とのび太の部屋の畳がつながったことにより、のび太やドラえもんと出会う。父の形見である拳銃サイズの護身具・ショックガンを持っているが、射撃はあまり得意でない（のちに「きみに持っててもらった方が役に立つから」とのび太に譲られる）。
チャミー
声 - 杉山佳寿子
ロップルと共に行動する、全体がピンクの毛で覆われたウサギのぬいぐるみのような宇宙動物。性別は雌。自在に空を飛ぶことができ、人語を解するが、文句や無茶をいうことも多く、物事に対して辛辣な感想を述べることもある。ドラえもんに貰ったどら焼きを気に入り、お互いに好意を抱く。最後の別れでは特にドラえもんとの離別を惜しんでいた。
漫画と映画（1981年版）では見た目が大きく異なる。漫画の見た目の特徴は、猫のような横長の黒目、猫のような形の口（まつ毛、歯はない）、髭。映画での見た目の特徴は、小さな白目、まつ毛、人間と同様の口、前歯、ハート型の尻尾（髭はない）。
映画では文末に「○○だわサ」、「○○わサ」を付けて喋る。また、映画にのみチャミーがドラえもんの鬚を引っ張るシーンがある。
クレム
声 - 小山茉美
ロップルの妹。のび太からあやとりを教えてもらうなどのツーショットが度々登場し、のび太を特に慕っている描写がある。映画では原作ほどの好意を寄せてる描写はなく、のび太が来なくなったことをさみしがる場面や、最後の別れの際には、のび太に雪の花を贈るシーンでも涙を流す場面がなくあっさりしたものになってる。
母
声 - 塚田恵美子
ロップルとクレムの母。夫とは死別しているが、ロップルと共に気丈に一家を支えている。
父
ロップルとクレムの父。コーヤコーヤ星を発見して調査を行い、活火山が一つもないことを確認後、移住する。小惑星帯で事故死（ガルタイト鉱業による謀殺が疑われている）。
カモラン
声 - 二見忠男
ロップル一家の隣人。気の優しい人物だが、農作物の収穫を滅茶苦茶にされてしまうなどガルタイト鉱業の嫌がらせに苦しみ、スーパーマンとして活躍するのび太たちに大きな期待を寄せる。
ブブ
声 - 山田栄子
カモランの息子。クレムと仲良く会話するのび太に嫉妬する場面が描かれている。開拓民たちがのび太とドラえもんを称賛するのを快く思っていない。後にガルタイト鉱業のゴス、メスたちに連行された上にギラーミンに脅され、のび太達が行き来している扉についての情報を喋ってしまう。その事で罪悪感と責任を感じており、ジャイアン達をガルタイト鉱業のアジトまで案内し、のび太たちを助けた。
ボーガント★
声 - 内海賢二
ガルタイト鉱業の主任。ゴスとメスの上司で、コーヤコーヤ星での採掘を担当している。
コーヤコーヤ星のガルタイトを独占しようと住民たちの強制的な追い出しを指示するが社の無法はかねてから警察の捜査対象になっており、最後には本社が手入れを受けたため逮捕される。
ゴス、メス★
声 - 今西正男（ゴス）、北村弘一（メス）
ボーガントの手下の2人組。太っているほうがゴスで、背の高いほうがメス。開拓民をコーヤコーヤから追い出そうと、あの手この手で住民への嫌がらせをするが、のび太たちの活躍により散々な目に遭い、情けない表情も見せる。
最後はボーガントと共に警察に逮捕される。
ギラーミン
声 - 柴田秀勝
ガルタイト鉱業の本社から応援にやって来た殺し屋。「よけいなあいさつは時間のむだです」と語るなど、仕事の迅速な遂行を第一に考えている。コーヤコーヤ星の住民たちを守るドラえもんらを殺してでも撃退しようとする。この区域のガルタイト開発の遅れから、惑星を内部から爆破する“コア破壊装置”を星に取り付ける強引な採掘を強行するよう提案し、実行した。一応の法と人権は守って立ち退きの事前警告はするが、それを無視した開拓民たちが星と運命を共にして大量殺人となったとしても「こっちの知ったことじゃない」と冷酷さを見せる。一方で「どんな強い相手もおそれない。同時に弱い相手も見くびらない」という主義を持っている。のび太との対決時は、口には出さなかったものの「このチビただ者ではないな」とのび太の射撃の実力を一目で見抜いている（のび太も「おっそろしい相手だぞ」とギラーミンを恐れている）。のび太との一騎討ちの早撃ち勝負には敗北した（のび太が使用したのはショックガンのため死亡はしていない）。
映画版では江戸っ子訛りのような喋り方が特徴。映画での対決場面は、のび太がショックガンの照準を合わせ、ロップルが引鉄を弾いてギラーミンの眉間を撃つという展開になっている。映画においてもロップルが使用したのはショックガンのため、ギラーミンは気絶しただけで死亡はしていない。
キャプテン
声 - 桜本昌弘
のび太達のいつもの空き地を占領した中学生の野球チーム（野球部ではない）のキャプテン。野球部には、野球が下手なため入れてもらえないらしい。この事がのび太に言い当てられた際に激怒し、仲間と共にのび太を追いかけた。後に、近所の窓ガラスを割って空き地を追い出される。
中学生
声 - 龍田直樹、二又一成
野球チームの一員。同じくのび太を追いかけた。後に、近所の窓ガラスを割って空き地を追い出される。
警察
ガルタイト鉱業本社をかねてから内偵捜査していた。作品のラストでボーガント主任達を逮捕する。

## 本作のメカニック
- ★印 - 漫画に名称が登場しないメカ。

カーゴ
ロップルらが宇宙船を呼ぶ際に使用している呼称。
ロップルら開拓民が所有する自家用宇宙船は、移動用、貨物運搬用の他、農機として畑仕事を行う用途でも利用されている。
ロップルのカーゴ
反重力推進のほかワープ航法も可能。1回のワープで約2光年をかせげる。機械が古いため時々調子がくるいポンコツポンコツという音を発するが、叩けば直る。光速航行中にガルタイトに襲われ、窮地に陥った際に緊急避難的にワープを行う無茶のせいで超空間で停止してしまった際、倉庫の扉が偶然にも野比家ののび太の部屋の床下とつながった。本体はゴスとメスが仕掛けられた爆弾によって爆破され、それがのび太の部屋への超空間のつながりが消える原因になった。
フレンドシップ号★
映画のみの名称。映画では漫画とメカデザインが異なり、コックピット部分と本体の分離が可能。
ガルタイト鉱業のカーゴ
ロップルのカーゴを追いかけまわす中型の宇宙船。ロップルのカーゴと比較すると速度も操縦性能の高さも段違い。ウルトラスーパー砲を装備。装甲はおそろしく頑丈だが、野球のボールで穴を開けられ、大岩で潰されて壊される。
ブルトレイン★
ガルタイト鉱業の巨大宇宙船。雄牛のような形状の船首が特徴。緊急脱出用の球状のカプセルを備えている。物語の最後で、スネ夫やしずかたちが投げた後ジャイアンがバットで打った複数の岩（映画ではガルタイト鉱石）が直撃し、機関部が破壊され墜落した。
漫画では連載第5回からの登場だが、映画では冒頭から登場する。
パトボール
ガルタイト鉱業が監視用に使用している小型機器。球にアンテナが付いた形状をしており、空中を浮遊して監視を行うことが可能。
馬てい型円ばん★
ガルタイト鉱業の円盤。コア破壊装置の周辺に異常が起きた際に、OX1とJL2が現場に急行した。

## コーヤコーヤ星の動物
キャラクターは全て『ジャングル黒べえ』に登場する「ピリミー国」の動物の流用。
- ★印 - 漫画（本作）に名称が登場しない動物。

ウオガエル
魚とカエルの合成生物。冬にはカエルのように冬眠する。
タマゴ鳥
タマゴから羽が生えている鳥。山岳地帯の岩の中に巣を作るが、ガルタイト採掘のために山が掘り崩されているため、絶滅の危機にある。
映画では「ジャイアンとスネ夫が殻をいくら割ってもタマゴのまま」という場面が描かれている。
オトト鳥
魚と鳥の合成生物。ガルタイト鉱のかけらを使って冬には宇宙空間を伝ってトカイトカイ星に飛び立つ。
パンク★
体内に空気が詰まっているパンダ。常に空気を吸う事でその丸みを保っており、体内の空気を一気に放出して空を飛び移動する。秋になると冬眠に備えて、カボチャのような野菜を食べて栄養を蓄える。
マンモスナメクジ ★
牛3〜4頭分ほどもある巨大なナメクジ。
デンデンワニ
人の背丈ほどあるカタツムリとワニの合成生物。
パオパオ★
人の背丈ほどの二本足の象。胴体はなく、顔から足が生えている。野生動物ではあるが人間を怖がらず、頼めば背に乗せてくれるほど人懐っこい。漫画では緑色、1981年の映画では水色（2009年の映画では黄色）。
ダックスキリン
普段はダックスフントのように胴長の体型をしているが、高いところのえさを取るときには胴が短くなり、キリンのように首が長くなる。
映画ではジャイアンとスネ夫が胴と首を同時に引っ張って伸ばそうとする場面が描かれている。

## スピンオフ
1994年刊行の雑誌「ドラえもんクラブ」の3号に本作以前のロップルたちの物語を描いた外伝小説『大長編ドラえもん「のび太の宇宙開拓史」外伝 コーヤコーヤ星物語』（文・笹木輦、画・芝山努）が掲載された。

## スタッフ
| 原作・脚本         | 藤子不二雄 |
| レイアウト         | 椛島義夫 |
| 作画監督           | 富永貞義 |
| 美術監督           | 川本征平 |
| 撮影監督           | 小池彰 高橋明彦 |
| 録音監督           | 浦上靖夫 大熊昭 |
| 音楽               | 菊池俊輔 |
| 監修               | 楠部大吉郎 |
| プロデューサー     | 別紙壮一 菅野哲夫 |
| 監督               | 西牧秀夫 |
| メカニックデザイン | 大河原邦男 |
| 演出助手           | 高須賀勝巳 |
| 動画チェック       | 小林正義 上ノ山順子 |
| 色設計             | 若尾博司 |
| 仕上監査           | 西牧志づ子 |
| 特殊効果           | 岡嶋国敏 |
| 原画               | 春貴健司、山崎勝彦、山崎猛、吉川由美子、斉藤かおる、小野隆哉、飯口悦子、窪田正史、桜沢裕美、池ノ谷安夫、一川孝久、増谷三郎、大塚正実、島田和義、飯山嘉昌、木内良子、森下圭介、端名貴勇、川島明、原完治、星野真砂子、大嶋聡、伊藤光男、大滝友子 |
| 動画               | 渡辺裕子、力石裕子、阿久津智子、原佳寿美、森島格、木村友和、中山晴夫、中村久子、内田広之、山本とみ子、寺田千久紗、松島明子、篠崎佳久子、東海林真一、小西輝幸、中村美子、塩沢和夫、福山敏政、佐藤弘美、川島郁子、大沢真紀子、佐藤定雄、山田昌見、香取誠一、森田奈苗、片山友夫、三沢かずまさ、岩崎明、川名久美子、津久井明子、的場敦、島田和義、福島喜晴、和田卓也、湊和良、宮脇貴子、舟塚純子、小松良江、岩井美登利、渡辺理恵、田渕正二、箕輪美恵子、佐伯肇、岩崎文子、根本富士香、高橋恭子、山本佳子、内田由美 |
| オープニング作画   | 窪田正史 一川孝久 島田和義 |
| 仕上               | 細内陽子、福田紀夫、長谷川洋、館野透治、萩原攷司、加藤紀子、西牧たみ子、古谷奈緒子、益子かおる、根本恵子、三橋則子、森祐子、玉田利香、浅賀チエコ、豊永真一、完甘幸隆、町屋吉成、粕谷幸子、遠藤礼子、三上寿美子、茂手木弓、長郁子、高橋恵美子、高橋美恵子、田口美恵子、高橋睦子、松瀬恭子、吉野記通、鈴木敏明、西村満、館下ゆき子、古山淑子、森下節子、小池悦代、中島晶子、河野真知子、国井幸子、国井洋一、秋元ひろ子、市川初枝、宮川はれみ、長畑容子、畑篤子、山口京子、阪本玲子、高橋和子、塩谷典子、村上由美子、小張昌子、東恵美子、小沢身知子、塚田真理子、白川多恵、曽根由貴子、小田部香澄、渡辺とし美、池内道子、小野裕子、西内和香、内田まり子、天野一郎、三浦誠 |
| 美術補             | 沼井信朗 |
| 背景               | 高野正道、藤井美千代、関口和博、佐藤正行、矢島みよ子、浜名お孝、坪田秀子、河内操 |
| 撮影               | 鈴木明子、角原幸枝、熊谷正弘、金子仁、坂田美保、小林初江、小山信夫 |
| 編集               | 井上和夫 森田清次 |
| 効果               | 柏原満 |
| 録音制作           | オーディオ・プランニング・ユー（ノンクレジット） |
| 整音               | 中戸川次男 |
| スタジオ           | 東宝録音センター |
| 現像               | 東京現像所 |
| 連載               | マミー ベビーブック めばえ よいこ 幼稚園 コロコロコミック てれびくん 小学一年生 小学二年生 小学三年生 小学四年生 小学五年生 小学六年生 |
| 協力               | 東京アニメーションフイルム スタジオ・古留美 アトリエ・ローク トミプロダクション オーディオ・プランニング・ユー スタジオ・メイツ 井上編集室 Kプロダクション シャフト 風プロダクション スタジオ・ディーン スタジオ・ムサシ スタジオ・タージ スタジオ・ジュニオ イージーワールド・プロダクション ネオメディア |
| 文芸               | 水出弘一 山本有子 |
| 制作進行           | 井上修 生嶋真人 藤沢一夫 田村正司 川口亘 田中敦 小沢一江 |
| 制作担当           | 佐久間晴夫 |
| 制作協力           | 藤子スタジオ 旭通信社 |
| 制作               | シンエイ動画 小学館 テレビ朝日 |

## 主題歌
オープニングテーマ「ぼくドラえもん」
作詞 - 藤子不二雄 / 作曲 - 菊池俊輔 / 歌 - 大山のぶ代、こおろぎ'73（コロムビア・レコード）
エンディングテーマ「ポケットの中に」
作詞 - 武田鉄矢 / 作曲 - 菊池俊輔 / 歌 - 大山のぶ代、ヤングフレッシュ（コロムビア・レコード）
前作に続いて使用された。
劇場公開時には1番のワンコーラスの音源が使用されていたが、ビデオソフト化に際してサビ部分のみが2番の音源に差し替えられた。一方、2016年2月現在、Amazonプライム・ビデオで配信されている本作の映像では劇場公開時の形で視聴可能となっている。
主題歌「心をゆらして」
作詞 - 武田鉄矢 / 作曲 - 菊池俊輔 / 歌 - 岩渕まこと（コロムビア・レコード）
ドラえもん映画作品では通常主題歌はエンディングに用いられるが、本作に限りエンディングの直前のドラえもん達とロップル達の別れのシーンで流れている（漫画では同様のシーンで歌詞が表示される）。また、「ポケットの中に」と同様にアレンジされて作品のBGMに用いられ、その後もテレビアニメで主にシリアスな話でしばしば流用された。
挿入歌「ドラえもんのうた」
作詞 - 楠部工 / 作曲 - 菊池俊輔 / 歌 - 大杉久美子 / セリフ - ドラえもん（大山のぶ代）